# Bill Beaumont
Sir William „Bill“  Blackledge Beaumont GBE Kt (* 9. März 1952 in Preston) ist ein ehemaliger englischer Rugby-Union-Spieler. Er spielte als Zweite-Reihe-Stürmer für die englische Nationalmannschaft, die British and Irish Lions und den Fylde Rugby Club.
Beaumont gab 1975 sein Debüt für England gegen Irland. Im selben Jahr reiste er mit der Nationalmannschaft nach Australien. 1977 wurde er zum ersten Mal für eine Tour der Lions berücksichtigt. Er kam in zwei Testspielen gegen die All Blacks zum Einsatz, darunter beim einzigen Sieg der Auswahl.
1978 beerbte Beaumont Roger Uttley als Kapitän der englischen Auswahl. Der größte Erfolg unter seiner Führung war der Grand Slam bei den Five Nations 1980. Im selben Jahr wurde er auch zum Kapitän der Lions ernannt, die Serie gegen Südafrika ging mit 3:0 verloren.
Beaumonts Karriere endete 1982 nach einer Verletzung. Nach dem Ende seiner Spielerkarriere arbeitete er für die Quiz-Show A Question of Sport bei der BBC und leitete das familiäre Textilunternehmen Bill Beaumont Textiles. Seit 1999 repräsentiert er England beim Weltverband IRB. Zudem ist er Vorsitzender der Wooden Spoon Organisation. 2005 war er erneut während einer Lions-Tour aktiv, diesmal als team manager.
Beaumont ist Mitglied der International Rugby Hall of Fame. Nach ihm ist der Pokal benannt, um den in den englischen Grafschaften jährlich gespielt wird.
1982 wurde er als Officer des Order of the British Empire (OBE) ausgezeichnet und 2008 zum Commander des Order of the British Empire (CBE) erhoben. 2019 wurde er als Knight Bachelor geadelt und 2024 zum Knight Grand Cross des Order of the British Empire (GBE) erhoben.